# Вегнер, Вильгельм Генрихович
Вильгельм Генрихович Вегнер (нем. Wilhelm Wegner; 1895, село Сусанненталь Николаевского уезда Самарской губернии — 1956, Куйбышев, РСФСР) — российский коммунист, один из основателей Автономной области немцев Поволожья.

## Биография
Родился в 1895 году крестьянской семье в селе Сусанненталь в Самарской губернии (а настоящее время — село Сосновка Марксовского района Саратовской области). Окончил Екатериненштадтское центральное училище, а затем годичные педагогические курсы.
В январе 1917 года вступил в РСДРП(б). В 1918 году присоединился к Красной Армии, в которой вел пропагандистскую работу среди красноармейцев. По поручению Наркомата иностранных дел РСФСР участвовал во Всегерманском съезде Советов, проходившем в конце 1918 года в Берлине. Весной 1919 года вернулся в Поволжье. Занимал ряд руководящих должностей в Автономной области немцев Поволожья. В феврале 1920 года вместе с рядом других деятелей Автономной области обвинён в противодействии продразвёрстке и арестован органами ВЧК; освобожден в октябре 1920 года.
С начала 1921 года работал в Центральном бюро немецких секций при ЦК РКП(б) в Москве. С середины 1921 года занимает ряд партийных и должностей в областном комитете РКП(б) немцев Поволжья. В 1926—1927 годах также проходил обучение в Институте народного хозяйства им. Г. В. Плеханова в Москве.
С октября 1928 по декабрь 1929 года занимает должность ответственного секретаря немецкого обкома ВКП(б). В декабре 1929 года без согласования с членами бюро обкома направил в ЦК партии секретную телеграмму с предложением объявить республику немцев Поволжья «образцово-показательным районом сплошной коллективизации». В связи с этим письмом СНК РСФСР принял постановление «Об отказе в преобразовании Немреспублики в показательный район сплошной коллективизации». 15 декабря 1929 внеочередным пленумом обкома действия Вегнера квалифицированы как «политически неправильные и по существу и по форме», в связи с чем он был выведен из состава бюро обкома.
После этого до 1937 года работал за пределами немецкой автономии, занимая в частности, должность председателя Краснодарского исполкома горсовета. В 1937—1938 годах подвергался репрессиям. В 1938 году вернулся в АССР НП, где занимал небольшие хозяйственные должности: колхозный бухгалтер, начальник планового отдела завода «Коммунист» (Марксштадт). С сентября 1941 года, после депортации немцев из Поволжья и других районов, — в Красноярском крае, затем в Чкаловской и Куйбышевской областях, где работал плановиком-экономистом. В марте 1954 года получил партийный билет нового образца.
Скончался в 1956 году в Куйбышеве (ныне Самара) от инфаркта.